# Pijao
Pijao ist eine Gemeinde (municipio) im Departamento Quindío in der kolumbianischen Kaffeeanbauregion (eje cafetero).

## Geographie
Pijao liegt auf einer Höhe von ungefähr 1700 m ü. NN 31 km südlich von Armenia und hat eine Jahresdurchschnittstemperatur von 19 °C.  Pijao grenzt im Norden an Calarcá, Buenavista und Córdoba, im Süden an Génova, im Osten an Cajamarca und Roncesvalles im Departamento Tolima und im Westen an Caicedonia im Departamento Valle del Cauca.

## Bevölkerung
Die Gemeinde Pijao hat 5251 Einwohner, von denen 3051 im städtischen Teil (cabecera municipal) der Gemeinde leben (Stand: 2022).

## Geschichte
Pijao wurde 1902 mit dem Namen San José de Colón gegründet. Seit 1926 hat der Ort den Status einer Gemeinde. 1931 wurde der Name in Pijao geändert, benannt nach den Pijaos, einem indigenen Volk der Kariben, das – ursprünglich aus der Orinoco-Region zugewandert – vor Ankunft der Spanier im heutigen Departamento Tolima und auf dem Gebiet der heutigen Gemeinde lebte und in der dortigen Mestizen-Bevölkerung aufging. 

## Wirtschaft
Der wichtigste Wirtschaftszweig von Pijao ist die Landwirtschaft, insbesondere der Anbau von Kaffee. Zudem werden Bananen und Maniok angebaut. Außerdem spielt die Rinder- und Milchproduktion eine wichtige Rolle.